# گاگیک کاراپتیان (استاد رقص)
گاگیک آرتاشسی کاراپتیان (ارمنی: Գագիկ Արտաշեսի Կարապետյան؛  ۱۳ ژوئن ۱۹۵۱) یک هنرمند و استاد رقص، طراح رقص اهل ارمنستان است. وی از سال میلادی تاکنون مشغول فعالیت بوده است.

## زندگی‌نامه
وی در ۱۳ ژوئن ۱۹۵۱ در ایروان به دنیا آمد . وی پسر آرتیوشا کاراپتیان است. وی در گروه موسیقی و رقص دولتی تاتول آلتونیان ارمنستان، گروه دولتی رقص ارمنستان، انستیتو دولتی سینما و تئاتر ایروان، دانشگاه دولتی علوم پرورشی خاچاطور آبوویان ارمنستان گروه رقص گایانه فعالیت کرده است. وی همچنین برندهٔ جوایزی همچون چهره فرهنگی شایسته جمهوری ارمنستان شده است.